# Microgomphus loogali
Microgomphus loogali – gatunek ważki z rodziny gadziogłówkowatych (Gomphidae).